# خلیج فارس در موسیقی
مجموعه تک‌آهنگ‌های خلیج فارس به همهٔ تک آهنگ‌ها یا سلسله قطعه‌های موسیقی شامل سبک‌های موسیقی پاپ، راک، سنتی و کلاسیک، تیتراژ ،اصیل ایرانی اطلاق می‌شود که از سال ۱۳۶۰ در واکنش به جریان تحریف نام خلیج فارس، توسط جمعی از خوانندگان ایرانی و پارسی زبان خوانده شد که موضوع اصلی این قطعه‌ها خلیج فارس و موجودیت تاریخی آن است. از جمله خوانندگان این پویش هنری می‌توان از ابی و شادمهر در پاپ، رضا یزدانی در راک و همایون شجریان در سبک موسیقی سنتی یاد کرد. این پویش هنری که هر ساله به تعداد قطعه‌ها و خواننده‌های آن اضافه می‌شود نوعی واکنش هنری به موضوع یاد شده‌است. این قطعه‌ها را می‌توان نوعی سبک در حیطه هنر اعتراضی دانست که با وجود جنبه‌های سیاسی زمینه‌های ملی گرایانه و حماسی نیز دارد. از جمله تیتراژ‌های معروفی که با موضوع خلیج فارس خوانده شده، تیتراژ برنامه خندوانه با صدای هومن گامنو خواننده قطعهٔ معروف سوسن خانوم است. شعار غالب این آثار عموماً خلیج فارس است.

پوستر آهنگ خلیج ایرانی، محسن چاوشی و سینا حجازی

## آثار برجسته

### ترانهٔ خلیج فارس
«خلیج فارس» یا «خلیج همیشگی فارس»، عنوان ترانه‌ای سیاسی و ملی‌گرایانه در اعتراض به دست‌برد در نام تاریخی «خلیج فارس» است. این اثر اولین بار توسط محمود علیقلی در آلبوم فصل ایثار (کامبیز روشن روان) در سال ۱۳۶۰ خوانده شده‌است. اما با نسخه ابی (ابراهیم حامدی) که برای اولین‌بار در شهر پاریس اجرا شد به شهرت رسید. شاعر ترانه خلیج فارس، عادل حسنی و آهنگ‌ساز و تنظیم‌کننده آن محمد شمس بوده‌است.

### آلبوم سوئیت سمفونی خلیج فارس اثر شهرداد روحانی
شهرداد روحانی در مصاحبه با همشهری در رابطه با این آلبوم و دربارهٔ دلیل انتخاب ارکستر سمفونیک لندن برای اجرای این اثر گفت: «من از روز اول اصرار داشتم که این سوئیت‌سمفونی در یک کشور مهم اروپایی ضبط شود، کدام کشور مهم‌تر از انگلستان و کدام ارکستر مهم‌تر از ارکستر سمفونیک لندن! می‌دانید که از لحاظ سیاسی کشور انگلستان نقش زیادی در خاورمیانه و تقسیم‌بندی‌های آن داشته، البته من نمی‌خواهم موضوع را سیاسی کنم اما به‌طور سمبلیک هم که شده من اصرار داشتم که این کار در این محل ضبط شود چون برای اینکه این کار در جاهای دیگری ضبط شود هم امکان زیادی وجود داشت. برای مثال در اتریش می‌توانستم آن را با یکی از بهترین ارکسترهای وین ضبط کنم، یا با ارکسترهای جاهای دیگر ضبط شود هم امکان زیادی وجود داشت.
برای مثال در اتریش می‌توانستم آن را با یکی از بهترین ارکسترهای وین ضبط کنم، یا با ارکسترهای درجه‌یک آمریکایی، ولی چرا تصمیم گرفتم آنجا را برای ضبط انتخاب کنم چون در خاورمیانه و حوزه خلیج‌فارس انگلیسی‌ها نقش مهمی داشتند. برای همین خواستیم اشاره کوچکی داشته باشیم.

من پشت این کار منظوری دیدم، حالا اینکه به نتیجه برسد یا نرسد را نمی‌شود پیش‌بینی کرد. شما مجسم کنید گروه کُر انگلیسی که همه آن‌ها انگلیسی هستند، با زبان خودشان بارها تکرار می‌کنند «Persian Gulf» و جالب است برای شما بگویم زمانی که این کار را انجام می‌دادم لذت عجیبی می‌بردم چون با وجودی که ما آماده شده بودیم چندبار سعی کردیم این قطعه را ضبط و تمرین کنیم تا من این کلمات را بیشتر بشنوم. در حقیقت هدف این بود که با بالاترین کیفیتی که در دنیا امکان دارد این کار ضبط شود چون یک کار ملی است و به این خاطر می‌خواستم این کار به بهترین نحو ممکن انجام شود که خوشبختانه با پشتیبانی‌ای که صورت گرفت این اتفاق افتاد.»

### آلبوم سمفونی خلیج فارس اثر سالار عقیلی
پیش از انتشار این آلبوم این سمفونی به مناسبت روز ملی خلیج فارس و هم‌زمان با اولین همایش خلیج فارس اجرا شد و در آن قطعاتی همچون سرود دانش و خلیج فارس از ساخته‌های فرهاد فخرالدینی و ای ایران بر اساس اشعاری از احمدی جلالی، شفیعی کدکنی، علی غضنفری و گل گلاب، توسط ۵۰ نوازنده به رهبری فرهاد فخرالدینی اجرا شد.

### تیتراژبرنامه خندوانه
هومن گامنو در این رابط در مصاحبه‌ای با سایت موسیقی ما گفته است: «مثل همه کارهایی که همیشه انجام می‌دادم. فقط چون میان‌برنامه‌ها تصویر دارند، این کارها را روی تصویر می‌سازیم. برخی از کارها هم در استودیو پخش و خوانده می‌شود که آن‌ها فرقی با کارهای دیگر خودم ندارد.»

## فهرست ترانه‌ها

### موسیقی پاپ[۹]
| عنوان                 | خواننده(ها)             |
| --------------------- | ----------------------- |
| خلیج فارس             | عارف                    |
| خلیج فارس             | شهره                    |
| خونه                  | عارف                    |
| خلیج ایرانی           | محسن چاوشی و سینا حجازی |
| خلیج تا ابد فارس      | فرزاد فرزین             |
| خلیج همیشگی فارس      | ابی                     |
| خلیج فارس             | رضا صادقی               |
| خلیج فارس             | قاسم افشار              |
| خلیج فارس             | محمود علیقلی            |
| خلیج تا ابد ایرانی    | مهدی یغمایی             |
| خلیج فارس             | ایمان سیاه پوشان        |
| شناسنامهٔ من           | گوگوش و مهرداد          |
| خلیج فارس(خندوانه)    | هومن گامنو              |
| انرژی هسته‌ای          | امیر تتلو               |
| سه شو                 | سید جواد رضویان         |
| خلیج فارس             | مانی رهنما              |
| خلیج فارس             | حمید حامی               |
| خلیج فارس             | علیرضا بیگ زاده         |
| خلیج فارس             | روزبه نعمت‌اللهی         |
| خلیج فارس             | بابک برهانی             |
| تو همون خلیج فارسی    | علی مطلبی               |
| خلیج فارس             | مهدی رستمی              |
| خلیج فارس             | مصطفی نوروزی            |
| سیراف آیینهٔ خلیج فارس | محسن شریفیان            |
| خلیج فارس             | محمد کلاهچی             |
| خلیج فارس             | مجتبی دل زنده           |
| خلیج فارس             | حجت درولی               |
| خلیج فارس             | میثم فروهر              |
| خلیج فارس             | مهدی خسروی              |
| خلیج فارس             | فرهاد جواهرکلام         |
| خلیج فارس             | غلامرضا صنعتگر          |
| خلیج فارس             | محب فاضلی               |
| خلیج فارس             | عبدالرضا بصیری          |

### موسیقی سنتیوکلاسیک
| عنوان                  | خواننده(ها)                  | سبک                   |
| ---------------------- | ---------------------------- | --------------------- |
| سمفونی خلیج فارس       | سالار عقیلی                  | آلبوم-کلاسیک          |
| تصنیف خلیج فارس        | همایون شجریان                | سنتی                  |
| سوئیت سمفونی خلیج فارس | شهرداد روحانی و گروه کر لندن | کلاسیک ارکستر سموفونی |
| خلیج فارس ایران        | مهران میر رستمی              | بندری                 |

### موسیقی راک
| عنوان     | خواننده    | سبک |
| --------- | ---------- | --- |
| خلیج فارس | رضا یزدانی | راک |

### موسیقی رپ
| عنوان     | خواننده(ها) | سبک |
| --------- | ----------- | --- |
| خلیج فارس | حصین        | رپ  |